# Antonio Ventura de Prado y Terrín
Fray Antonio Ventura de Prado y Terrín (¿Córdoba?), clérigo trinitario, escritor español y miembro de la Real Academia Española. Famoso predicador y poeta en su tiempo que al parecer nació en Córdoba, según se desprende del prólogo de su San Rafael Custodio de Córdoba. También usó el seudónimo de Fray Buenaventura Terrín.
Fue catedrático de Teología de la Universidad de Sevilla, socio teólogo de la Real Sociedad de Sevilla, Examinador Sinodal del Arzobispado de Sevilla, redentor general de la provincia de Andalucía de la Orden de la Trinidad, Redención de Cautivos, calificador de la Inquisición y predicador del Rey. El 6 de marzo de 1737 fue admitido como académico supernumerario de la Real Academia Española y posteriormente ocupó el sillón D, desde 1743 hasta 1753. 
En 1751, junto a otros compañeros de las provincias trinitarias de Andalucía y Castilla, intervino en el rescate de 336 cautivos cristianos en África, llegando a ser Provincial de Andalucía de su orden y falleciendo el 14 de junio de 1754. Casi un siglo medio después de su muerte, las obras de Fray Antonio Ventura fueron tenidas en cuenta en el proceso de beatificación del mártir trinitario Fray Marcos Criado, llamado “el Apóstol de las Alpujarras”, proclamando beato en 1899.

## Obras
Sus principales obras fueron sermones, oraciones, declamaciones y otras obras de carácter religioso y apologético.
- Sermón de San Zoilo, mártir de Córdoba (1715);
- Sermones panegíricos de San Antonio de Padua (1724);
- Declamación funeral que en las exequias Conde de Fernán-Nuñez (1734);
- San Rafael, Custodio de Córdoba (1736);
- El Apóstol de las Alpujarras: Vida, Martirio y Culto de Fr. Marcos Criado (1738);
- El Mercurio cristiano: oración funeral en las exequias del duque de Escalona (1738);
- Panegírico funeral que en la anual memoria del caerdenal Francisco Jiménez de Cisneros (1742);
- Oraciones evangélicas que predicó Fray Antonio Ventura de Prado (1744);
- Oración fúnebre en las exequias que por Felipe V celebró Sanlúcar de Barrameda (1746);
- Acción de gracias, que en la aclamación de Fernando VI consagró a su patrón San Lucas Evangelista la ciudad de Sanlúcar de Barrameda (1746).